# (10122) Fröding
(10122) Fröding ist ein Asteroid des Hauptgürtels, der am 27. Januar 1993 vom belgischen Astronomen Eric Walter Elst am Observatoire de Calern (IAU-Code 010) in Südfrankreich entdeckt wurde.
Der Asteroid gehört zur Themis-Familie, einer Gruppe von Asteroiden, die nach (24) Themis benannt wurde.
(10122) Fröding wurde am 6. Januar 2007 nach Gustaf Fröding (1860–1911) benannt, dem bedeutendsten schwedischen Lyriker der 1890er Jahre.